# Bluff City (Arkansas)
Bluff City è un comune degli Stati Uniti d'America, situato in Arkansas, nella contea di Nevada.